# アゼ＝ル＝リドー城
アゼ＝ル＝リドー城（Azay-le-Rideau）は、フランスのロワール渓谷、アンドル＝エ＝ロワール県にある城である。1518年から1527年にかけて建設された、ごく初期のフランス・ルネサンス様式の城の一つである。アンドル川の中州に建てられ、城の基礎部分は直接水の中に建築されている。
世界遺産「シュリー＝シュル＝ロワールとシャロンヌ間のロワール渓谷」に含まれる。

## 歴史
フランソワ1世治世下で徴税官兼トゥール市長を務めていたジル・ベルトロは、元にあった城を基本にアゼ＝ル＝リドーの築城に取りかかったが、この土地の一部は彼の妻が相続した資産であった。しかし、実際に中央階段を含む築城の進行を指示したのは、妻フィリッパ・レバイであった。中央階段は「名誉の階段」（escalier d'honneur）と呼ばれ、アゼで最も斬新な建築の一つである。ベルトロは横領の共謀を疑われ、1528年、未完成のアゼ＝ル＝リドーを逃げ出さざるを得なかった。彼は二度と城を目にすることはできなかった。王は資産を没収し、自分の高級将校の一人に報酬として与える。
幾世紀もの間に、城の持ち主は何度も替わった。20世紀の初め、フランス政府が城を購入して修復した。内装は完全に一新され、ルネサンス期のコレクションが展示された。現在、城は一般公開されている。

## 建築様式

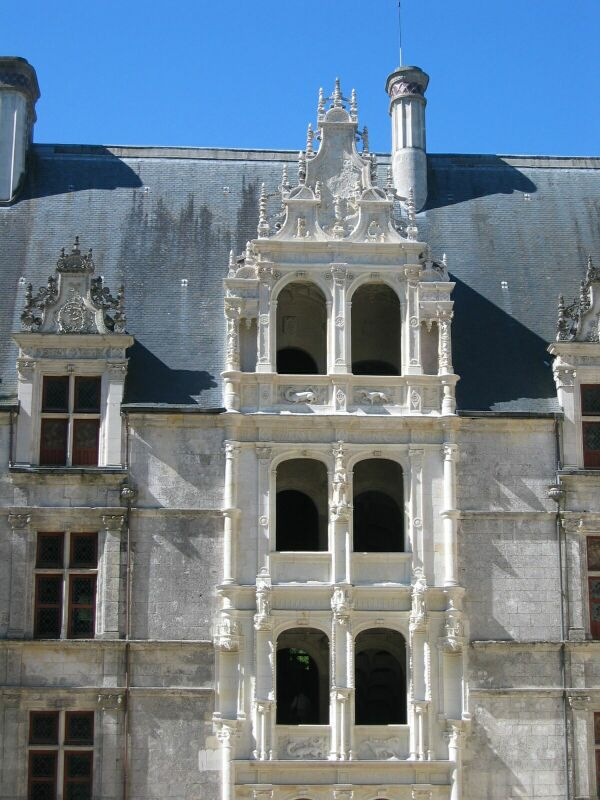
前階段

横に長く縦に短いアゼの城のバランスと彫刻装飾はイタリア風の新古典様式であるが、円錐を上に載せた要塞のコーナー部分、水平方向を強調する横の層で区切られた窓の列、粘板岩の傾斜した高い屋根は、まぎれもなくフランス風である。装飾的な防備機能と中世の塔（donjo）が、成り上がり者の新参徴税官に、伝統的高貴の雰囲気をもたらしている。
城の特徴である中央階段は、訪問者が入城すると同時に目に飛び込んでくる。階段は、ブロワ城でも見られるような、一部が壁にはめ込まれて外から見えるフランス風らせん階段というよりは、建物内部に納められた形になっている。

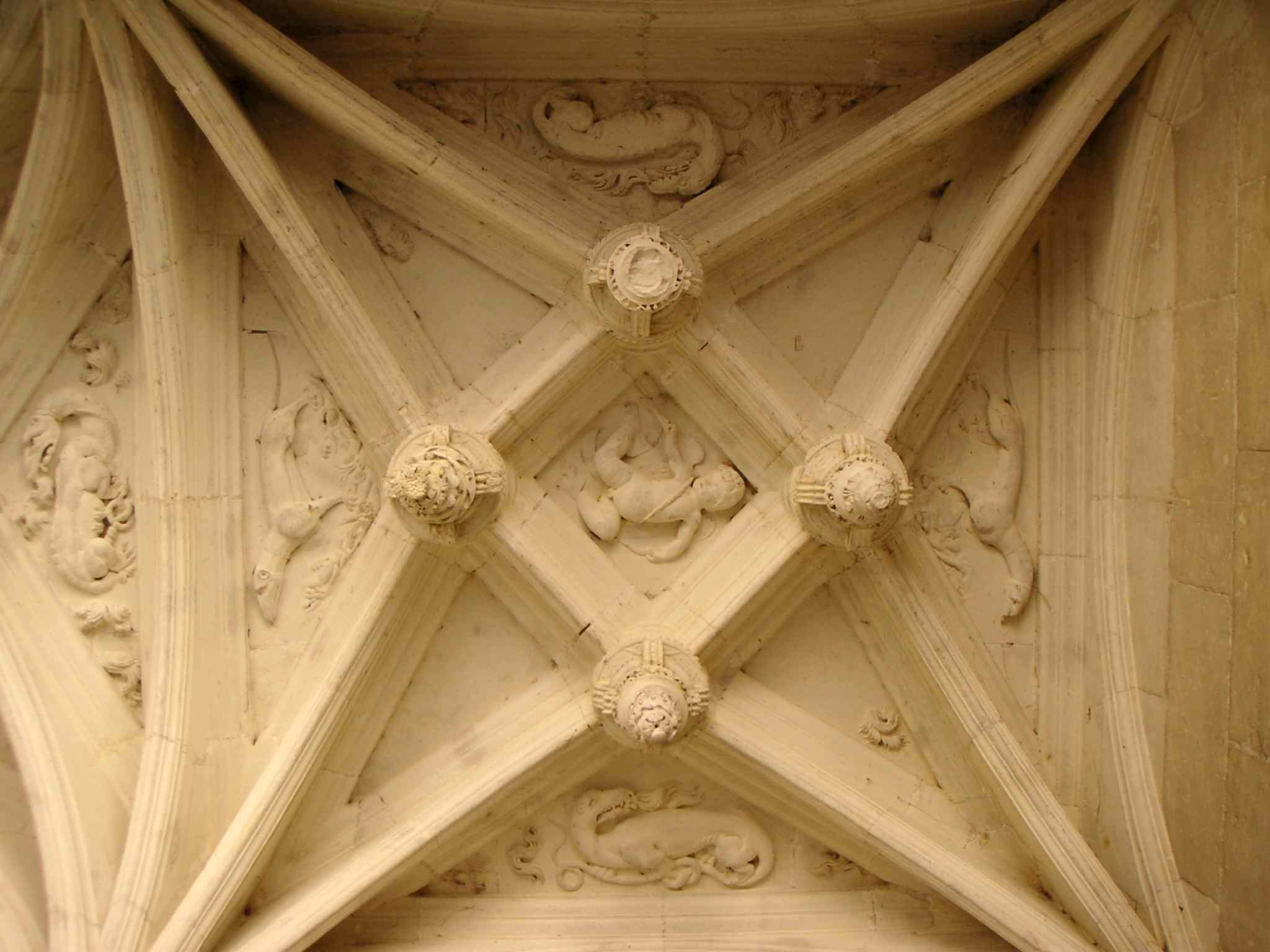
サラマンダーとアーミン

アゼの彫刻の詳細さは、特に注目に値する。1階では、ひだ飾りの付いたピラスター（片蓋柱）が高いベースの上に建てられ、サラマンダー（火トカゲ、フランソワ1世の紋章）とアーミン（白オコジョ、クロード王妃の紋章）を支えている。
アゼ＝ル＝リドーの魅力を再発見したのはロマン主義の世代であった。バルザックは城を「アンドルにきらめくダイヤモンド」（Un diamant taillé à facettes, serti par l'Indre）と呼んだ。
現在のアゼ＝ル＝リドー城は、19世紀イギリスの特徴を持つ庭園に囲まれており、新世界から渡ってきたアトラススギ、ラクウショウ、セコイアなど、特に針葉樹に標本木がたくさんある。